# Арају Лаит
Арају Лаит (фр. Arrayou-Lahitte) насеље је и општина у јужној Француској у региону Миди Пирене, у департману Горњи Пиринеји која припада префектури Аржеле Газо.
По подацима из 2011. године у општини је живело 101 становника, а густина насељености је износила 21,0 становника/km². Општина се простире на површини од 4,81 km². Налази се на средњој надморској висини од 396 метара (максималној 699 m, а минималној 393 m).

## Демографија
| 1962. | 1968. | 1975. | 1982. | 1990. | 1999. | 2011. |
| ----- | ----- | ----- | ----- | ----- | ----- | ----- |
| 83    | 98    | 84    | 87    | 83    | 93    | 101   |

График промене броја становника у току последњих година